# Keiji Shibazaki
Keiji Shibazaki (jap. 柴崎恵次 Shibazaki Keiji; ur. 9 kwietnia 1894 w Kasai, zm. 20 listopada 1943) – oficer marynarki japońskiej, dowódca japońskiego garnizonu na wyspie Betio w atolu Tarawa w czasie II wojny światowej. Bronił jej w bitwie o Tarawę (20–26 listopada 1943). 
Kontradmirał Shibazaki przybył na Betio we wrześniu 1943 roku, aby przejąć dowodzenie japońskim garnizonem, w skład którego wchodziło 1122 żołnierzy piechoty morskiej z 3. Specjalnego Oddziału Bazowego, 1497 żołnierzy z 7. Oddziału Desantowego Sasebo, 1427 robotników przymusowych (głównie Koreańczyków i Chińczyków ze 111. Oddziału Budowlanego i około 970 robotników japońskich z IV Wydziału Budowlanego Floty.
Shibazaki był weteranem operacji desantowych w Chinach. Uczestniczył w walkach w późnych latach 30. i posiadał sporą wiedzę na temat operacji desantowych i związanych z nimi trudności. Na Betio wzniósł cały system umocnień dla obrony strategicznie ważnego lotniska i przekonał swych żołnierzy, że „trzeba miliona żołnierzy i stu lat”, aby zdobyć wyspę .
Według informacji uzyskanych od jeńców, Shibazaki prawdopodobnie zginął pierwszego dnia walk o wyspę, 20 listopada 1943 roku. Stało się to, gdy on i wszyscy jego oficerowie sztabu przechodzili z umocnień przy plaży do oddalonego od miejsca desantu punktu oporu.